# 第51回明治神宮野球大会
第51回明治神宮野球大会（だい51かいめいじじんぐうやきゅうたいかい）は、2020年11月20日から11月25日まで明治神宮野球場で開催される予定だった学生野球大会である。正式な大会名は「明治神宮鎮座百年記念 第51回明治神宮野球大会」。2020年10月9日に日本学生野球協会と明治神宮は新型コロナウイルスの影響により、開催を中止することを発表した。11月23日に前年優勝校の中京大中京高校と慶應義塾大学の優勝旗返還式が神宮球場で実施された。